# Rodney Rogers
Rodney Ray Rogers (* 20. März 1971 in Durham, North Carolina) ist ein ehemaliger US-amerikanischer Basketballspieler. 2000 wurde Rogers zum Best Sixth Man of the Year ausgezeichnet.

## NBA
Rogers spielte die ersten zwei Jahre für die Nuggets, ehe er beim Draft 1995 gemeinsam mit Brent Barry für Antonio McDyess und  Randy Woods, zu den Los Angeles Clippers getauscht wurde. Für die Clippers erhielt Rogers direkt einen Stammplatz in der Startaufstellung. Nach vier Jahren verließ er die Clippers und unterschrieb bei den Phoenix Suns. Hier wurde er 2000 zum Best Sixth Man, als bester Bankspieler, ausgezeichnet. Dabei erzielte er 13,8 Punkte, holte 5,5 Rebounds pro Spiel und erzielte 43,9 % von der Dreipunktlinie. Rogers verblieb bis 2002 bei den Suns, ehe er 2002 für Joe Johnson getauscht wurde. Danach unterschrieb er für zwei Jahre bei den New Jersey Nets, wo er für mit 7 Punkte pro Spiel für Scoring von der Bank sorgte. Die letzte Saison verbrachte er bei den New Orleans Hornets und Philadelphia 76ers.

## Unfall
Am 28. November 2008 erlitt Rogers einen schweren Unfall beim Dirt Bike. Seither ist Rogers von der Schulter abwärts gelähmt. Um Menschen mit ähnlichen Verletzungen zu helfen, gründete er eine gemeinnützige Stiftung. Seinem Umgang mit der Behinderung zu Ehren wird seit 2016 vom Top 100 Camp der Rodney Rogers Courage Award verliehen.